# Manes (serie de televisión)
Manes es una serie de televisión colombiana de comedia, romance y sátira creada por Estudios RCN para Prime Video,  adaptada por Daniel Ayala López y Diego Ayala López. Está basada en la serie de televisión de 1996 Hombres, escrita por Mónica Agudelo.
Está protagonizada por Laura Londoño, Sebastián Carvajal, Natalia Jerez, Juan Pablo Urrego, Juan Manuel Restrepo, Simón Elías, Diego Cadavid, Brian Moreno y Variel Sánchez. La serie se estrenó el 15 de febrero de 2023 por Prime Video.
El 19 de marzo de 2024, la serie fue renovada para una segunda y tercera temporada, la cual la segunda temporada fue estrenada el 11 de septiembre del mismo año.Y la tercera temporada fue estrenada el 19 de marzo de 2025.

## Argumento
Billuka es una Fintech de renombre creada y gestionada conjuntamente por Julián y sus amigos: Ricardo, Simón, Santiago, Tomás, Daniel y Mafe. Antonia, la hija de un empresario muy importante, llega a Colombia con la esperanza de empezar de nuevo. Cuando Julián conoce a Antonia, es amor a primera vista. Posteriormente, Julián se ve envuelto en una serie de conflictos entre el amor y los negocios.

## Reparto

### Elenco Principal
- Laura Londoño como Antonia Miranda
- Sebastián Carvajal como Julián Quintana
- Natalia Jerez como María Fernanda "Mafe" Acosta
- Juan Pablo Urrego como Daniel Rivera
- Juan Manuel Restrepo como Simón García (Temporada 1)
- Simón Elías como Tomás Holguín
- Diego Cadavid como Ricardo Jaramillo
- Brian Moreno como Santiago Herrera
- Variel Sánchez como Marcel Londoño
- Damian Alcázar como Mario "El Pulpo" Miranda (Temporada 1)

### Elenco Recurrente e Invitados
- Natalia Ramírez como Eugenia (Temporada 1-2)
- Sebastián Moya como Lucas Jaramillo
- Laura Archbold como Lina
- Marie Man como Paula
- Maria del Rosario como Ximena Lozano (Temporada 1)
- Alejandra Villafañe como Lorena (Temporada 1)
- Juanita Molina como Andrea (Temporada 1)
- Juan Fernando Sánchez cómo Jacobo Paz (Temporada 2)
- Angelica Blandón como Ana María de Herrera (Temporada 2-3)
- Laura Junco como Naty Pérez (Temporada 2)
- Rafaella Chávez como Teffy Ramírez (Temporada 2)
- Elizabeth Chavarriaga como Valentina (Temporada 2)
- Juanpa Zurita como Rodrigo de Regil (Temporada 3)
- Natalia Paris como Ella misma (Temporada 3)
- Mario Ruiz como El mismo (Temporada 3)
- Mauricio Mejía como Jairo Mejía (Temporada 3)
- Ernesto Benjumea como Jaime Holguín (Temporada 3)
- Carmenza Cossio como Clara (Temporada 3)

## Episodios

### Primera Temporada (2023)
| N.º | Título                            | Fecha de emisión original |
| --- | --------------------------------- | ------------------------- |
| 1   | «Así somos los Manes»             | 15 de febrero de 2023     |
| 2   | «Dilemas contemporáneos»          | 15 de febrero de 2023     |
| 3   | «El sexo y sus compliques»        | 15 de febrero de 2023     |
| 4   | «El problema de la plata»         | 15 de febrero de 2023     |
| 5   | «La edad y la inmadurez»          | 15 de febrero de 2023     |
| 6   | «El compromiso y sus sacrificios» | 15 de febrero de 2023     |

### Segunda Temporada (2024)[7]
| N.º | Título                             | Fecha de emisión original |
| --- | ---------------------------------- | ------------------------- |
| 1   | «La honestidad y el egoísmo»       | 11 de septiembe de 2024   |
| 2   | «La exclusividad y la infidelidad» | 11 de septiembre de 2024  |
| 3   | «La vulnerabilidad y la atracción» | 11 de septiembre de 2024  |
| 4   | «La tusa y sus caras»              | 11 de sepiembre de 2024   |
| 5   | «Los miedos y las máscaras Pt.1»   | 11 de septiembre de 2024  |
| 6   | «Los miedos y las máscaras Pt.2»   | 11 de septiembre de 2024  |

### Tercera Temporada (2025)
| N.º | Título                       | Fecha de emisión original |
| --- | ---------------------------- | ------------------------- |
| 1   | «Cambio y Evolución»         | 19 de marzo de 2025       |
| 2   | «Arriesgar para ganar»       | 19 de marzo de 2025       |
| 3   | «Conveniencia y machismo»    | 19 de marzo de 2025       |
| 4   | «Hablar de frente»           | 19 de marzo de 2025       |
| 5   | «Renuncias y Sacrificios»    | 19 de marzo de 2025       |
| 6   | «¿A qué estamos dispuestos?» | 19 de marzo de 2025       |